# Перейру-де-Палякана
Перейру-де-Палякана (порт. Pereiro de Palhacana; МФА: [pɨ.ˈɾɐj.ɾu dɨ pɐ.ʎɐ.ˈkɐ.nɐ]) — парафія в Португалії, у муніципалітеті Аленкер. Розташована в західній частині країни, на теренах історичної португальської провінції Ештремадура. Входить до складу округу Лісабон. За адміністративним поділом, чинним до 1976 року, терени парафії були складовою провінції Ештремадура. Належить до Лісабонського патріархату Католицької церкви. Патрон — святий Михаїл. Площа — 9,2139 км². Населення — 577 ос. (2011). Слабо урбанізований регіон. Густота населення — 62,62 осіб/км²
. Код — 110110.

## Населення
| Кількість мешканців | Кількість мешканців | Кількість мешканців | Кількість мешканців | Кількість мешканців | Кількість мешканців | Кількість мешканців | Кількість мешканців | Кількість мешканців | Кількість мешканців | Кількість мешканців | Кількість мешканців | Кількість мешканців | Кількість мешканців | Кількість мешканців |
| ------------------- | ------------------- | ------------------- | ------------------- | ------------------- | ------------------- | ------------------- | ------------------- | ------------------- | ------------------- | ------------------- | ------------------- | ------------------- | ------------------- | ------------------- |
| 1864                | 1878                | 1890                | 1900                | 1911                | 1920                | 1930                | 1940                | 1950                | 1960                | 1970                | 1981                | 1991                | 2001                | 2011                |
| 1 325               | 1 595               | 1 714               | 1 841               | 2 048               | 2 090               | 2 218               | 2 424               | 2 398               | 2 333               | 2 043               | 1 903               | 614                 | 591                 | 577                 |